# Primera Liga de Eslovenia 2022-23
La Primera Liga de Eslovenia 2022-23 es la edición número 32 de la Primera Liga de Eslovenia. La temporada comenzó el 15 de julio de 2022 y terminará el 28 de mayo de 2023.
Maribor es el campeón defensor luego de obtener su decimosexto título.

## Formato
Los diez equipos participantes jugarán entre sí todos contra todos cuatro veces totalizando treinta y seis partidos cada uno, al término de la fecha treinta y seis el primer clasificado obtendrá un cupo para la Primera ronda de la Liga de Campeones 2023-24, mientras que el segundo y tercer clasificado obtendrán un cupo para la Primera ronda de la Liga Europa Conferencia 2023-24. Por otro lado el último clasificado descenderá a la Segunda Liga 2023-24, mientras que el noveno clasificado jugará el Play-off de relegación contra el segundo clasificado de la Segunda Liga 2021-22 para determinar cual de los dos jugará en la Primera Liga de Eslovenia 2023-24.
Un tercer cupo para la Primera ronda de la Liga Europa Conferencia 2023-24 será asignado al campeón de la Copa de Eslovenia.

## Ascensos y descensos
| Pos. | Descendidos de Primera Liga 2022-23 |
| ---- | ----------------------------------- |
| 10.º | Aluminij                            |

| Pos. | Ascendidos de Segunda Liga 2022-23 |
| ---- | ---------------------------------- |
| 1.º  | Gorica                             |

## Equipos participantes
Aluminij fue descendido luego de terminar último la pasada temporada. Gorica fue promovido de la Segunda División.
| Equipos            | Ciudad        | Estadio                 | Capacidad |
| ------------------ | ------------- | ----------------------- | --------- |
| Bravo              | Liubliana     | Šiška Sports Park       | 2,308     |
| Celje              | Celje         | Estadio Z'dežele        | 13,059    |
| Domžale            | Domžale       | Domžale Sports Park     | 3,100     |
| Gorica             | Nova Gorica   | Nova Gorica Sports Park | 3,100     |
| Koper              | Koper         | Stadion Bonifika        | 4,047     |
| Maribor            | Maribor       | Ljudski vrt             | 11,709    |
| Mura               | Murska Sobota | Fazanerija City Stadium | 4,506     |
| Olimpija Ljubljana | Liubliana     | Estadio Stožice         | 16,038    |
| Radomlje           | Domžale       | Domžale Sports Park     | 3,100     |
| Tabor Sežana       | Sežana        | Rajko Štolfa Stadium    | 1,310     |

## Clasificación
| Pos. | Equipo                 | Pts. | PJ | G  | E  | P  | GF | GC | Dif. | Clasificación 2023–24                      |
| ---- | ---------------------- | ---- | -- | -- | -- | -- | -- | -- | ---- | ------------------------------------------ |
| 1    | Olimpija Ljubljana (C) | 73   | 36 | 23 | 4  | 9  | 60 | 39 | +21  | Primera fase de la Liga de Campeones       |
| 2    | Celje                  | 67   | 36 | 19 | 10 | 7  | 53 | 34 | +19  | Segunda fase de la Liga Europa Conferencia |
| 3    | Maribor                | 62   | 36 | 18 | 8  | 10 | 70 | 43 | +27  | Primera fase de la Liga Europa Conferencia |
| 4    | Domžale                | 52   | 36 | 13 | 13 | 10 | 50 | 42 | +8   | Primera fase de la Liga Europa Conferencia |
| 5    | Mura                   | 52   | 36 | 13 | 13 | 10 | 50 | 45 | +5   |                                            |
| 6    | Koper                  | 50   | 36 | 14 | 8  | 14 | 46 | 40 | +6   |                                            |
| 7    | Radomlje               | 44   | 36 | 10 | 14 | 12 | 35 | 53 | −18  |                                            |
| 8    | Bravo                  | 36   | 36 | 9  | 9  | 18 | 33 | 41 | −8   |                                            |
| 9    | Gorica                 | 27   | 36 | 5  | 12 | 19 | 31 | 57 | −26  | Promoción de descenso                      |
| 10   | Tabor Sežana (D)       | 24   | 36 | 3  | 15 | 18 | 29 | 63 | −34  | Descenso a Segunda Liga                    |

Actualizado a los partidos jugados el 20 de mayo de 2023.
 Fuente: PrvaLiga
Criterios de clasificación: Puntos · Puntos uno-a-uno · Diferencia de gol uno-a-uno · Goles marcados uno-a-uno · Diferencia de gol · Goles marcados
Notas:
1. ↑  Dado que el campeón de la Copa de Eslovenia 2022-23, Olimpija Ljubljana, se encuentra clasificado a la Liga de Campeones el cupo que otorga la copa pasa al mejor clasificado de liga que no haya clasificado a la Liga de Campeones en este caso al segundo lugar.

### Promoción de descenso
| 25 de mayo de 2023 | Aluminij                                     | 3:1 (1:1) | Gorica       | Aluminij Sports Park, Kidričevo |  |
| 13:15              | - Brest 7' - Marinšek 57' (pen.) - Skiba 78' | Reporte   | - 19' Krajnc |                                 |  |

| 28 de mayo de 2023 | Gorica    | 1:1 (1:1) (Global 2:4) | Aluminij     | Športni Park, Nova Gorica |  |
| 10:30              | Iličić 9' | Reporte                | 27' Marinšek |                           |  |